# فينس فاوست
فينس فاوست (بالإنجليزية: Vince Fawcett)‏ هو لاعب دوري الرغبي أسترالي، ولد في 13 نوفمبر 1970 في ليدز في المملكة المتحدة.